# British Matchplay 1980
Das British Matchplay 1980 war ein von der British Darts Organisation (BDO) veranstaltetes Dartsturnier, das in Great Yarmouth, Norfolk (England), zum fünften Mal ausgetragen und vom Fernsehsender ITV übertragen wurde. Im Finale konnte der Schotte Jocky Wilson den Waliser Leighton Rees mit 2:0 besiegen.

## Turnierplan
Alle weiteren Ergebnisse sind nicht bekannt.

|  | Finale |               |   |
|  |        |               |   |
|  |        |               |   |
|  |        | Jocky Wilson  | 2 |
|  |        | Leighton Rees | 0 |